# Santa María del Naranco
Santa María del Naranco es una iglesia católica situada a cuatro kilómetros de Oviedo (Asturias, España), sobre la ladera sur del monte Naranco. El edificio data del siglo IX y originalmente no se proyectó como iglesia, lo que ha suscitado dudas sobre cual fue el plan de usos original del monumento. Habitualmente se considera que se trató del Aula Regia del conjunto palacial que el rey Ramiro I mandó construir en las afueras de la capital del reino de Asturias. Otras teoría sostienen que se edificó como pabellón de caza, residencia real y, la más reciente, como un mausoleo funerario del propio Ramiro I. La iglesia recibió ampliaciones relacionadas con su uso como templo a lo largo de la Edad Media y Moderna. En los 1930 todos los añadidos que no fueran alto medievales se demolieron, alcanzando el monumento su aspecto actual. 
Su estilo artístico es el denominado arte asturiano o "ramirense", dentro del prerrománico, y está declarado Patrimonio de la Humanidad dentro de Monumentos de Oviedo y del Reino de Asturias.

## Historia

### Origen

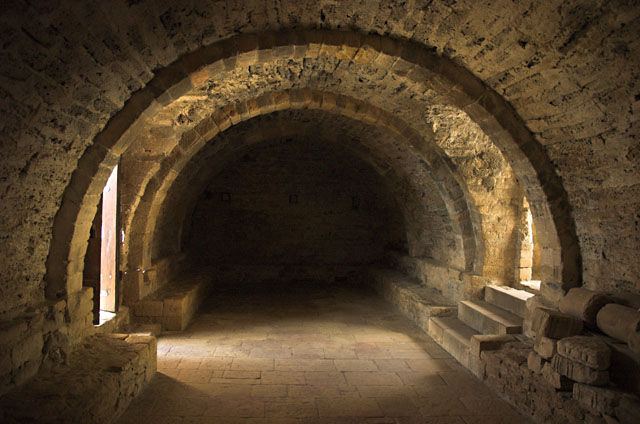
Interior de la cripta de Santa María del Naranco

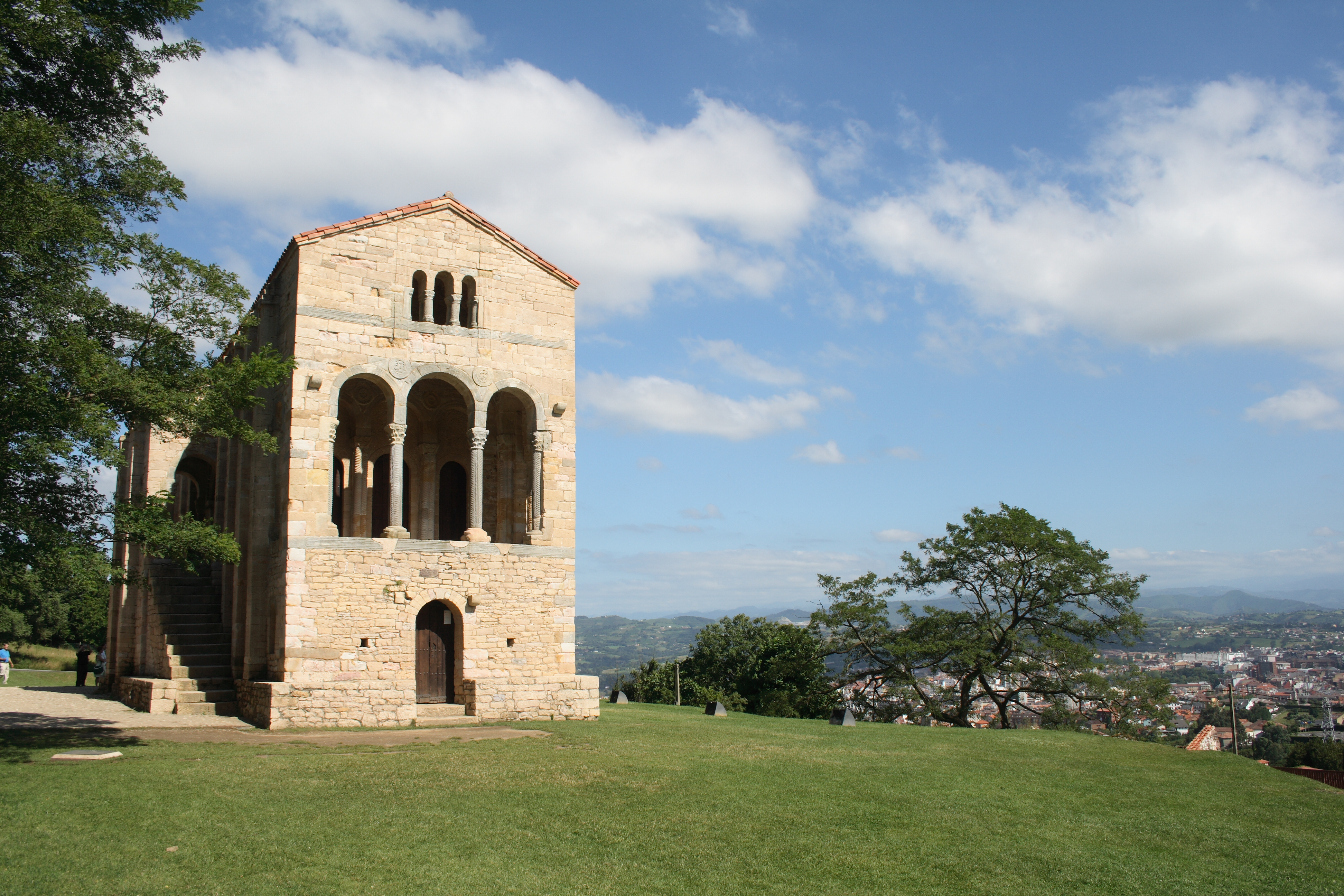
Vista exterior de Santa María del Naranco, ubicada en el monte Naranco junto a Oviedo

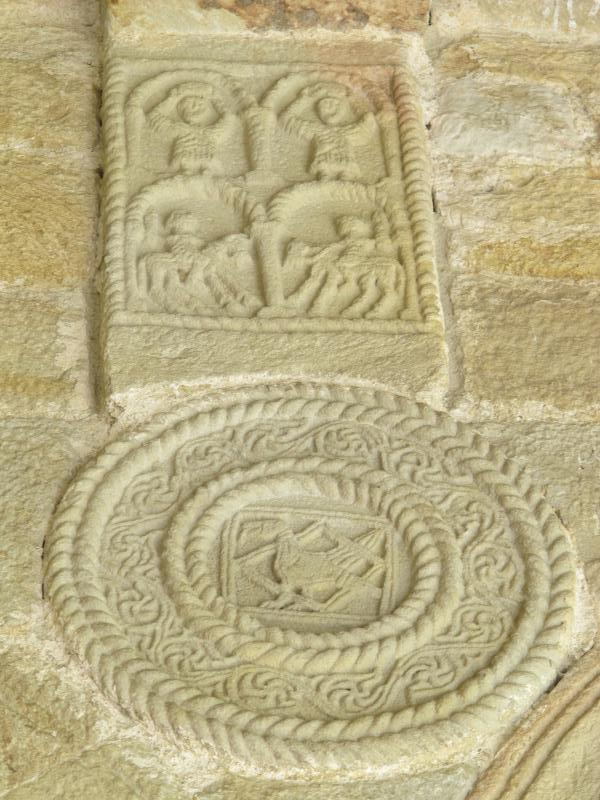
Relieves del interior de Santa María del Naranco

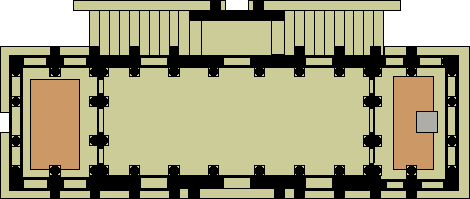
Planta de Santa María del Naranco

El edificio se construyó en la década del 840, siendo promovido por el rey de Asturias Ramiro I (842-850) en terrenos de su propiedad ubicados en el monte Naranco, a una distancia prudencial de la ciudad de Oviedo. Se sostiene que el edificio estaba inserto en un complejo arquitectónico del que sólo ha perdurado otro edificio: la cercana iglesia de San Miguel de Lillo, erigida a unos 240 metros de distancia a mayor altitud. La Crónica albendese asegura que Ramiro «en el lugar llamado Ligno, edificó iglesias y palacios de admirable construcción y de fortísimas bóvedas». Recientemente, autores como César García de Castro han puesto en duda la existencia de una relación intencionada entre San Miguel de Lillo y Santa María del Naranco.
Uno de los motivos que llevaron a edificarlo fue la necesidad de Ramiro I de buscar legitimidad mediante la construcción de un edificio monumental sobre Oviedo. Ramiro había accedido al trono de una manera conflictiva, incluyendo un enfrentamiento militar contra el noble Nepociano, por lo que su legitimidad era escasa y tenía que reforzarla con cualquier mecanismo simbólico. El pabellón por lo tanto habría tenido una vinculación directa con Ramiro I y el poder monárquico, de ahí que se le interprete como un palacio.
Sánchez-Albornoz formuló que el edificio tenía una función residencial, a modo de pabellón para acudir a cacerías en El Naranco. Actualmente esta hipótesis está totalmente descartada: el edificio nunca fue apto para la residencia, al no tener una morfología adecuada y al estar expuesto a las inclemencias del clima. La teoría más aceptada sostiene que el edificio tuvo un uso palacial, tal vez como Aula Regia. Sus posibles usos pudieron ser como salón del trono, de recepciones, de reuniones, de ceremonias, de banquetes..., sin excluir su relevancia simbólica en un periodo de inestabilidad política.
A causa del derrumbamiento de la cabecera y de parte de las naves de San Miguel, el monumento fue transformado en iglesia bajo advocación de Santa María, probablemente durante el siglo XII, pues la crónica silense de 1150 ya lo registra como templo de Santa María.

### Ampliaciones y reformas
Durante la Baja Edad Media al edificio se le adosó una casa parroquial, que se se conectaba a la cámara principal a través del que había sido el mirador oeste. También se le añadió una espadaña a la cubierta y otros elementos, como nuevos tramos de escaleras y muros para tapiar las ventanas.
En 1697 la iglesia sufrió una transformación en su aspecto exterior e interior a manos de Pablo de Cubas y Ceballos. Se le construyó de manera adosada una sacristía en el lado oriental.
En el siglo XIX, el edificio cobra gran interés con el surgimiento de la historiografía del arte al calor del Romanticismo. Siguiendo las tesis de Viollet-le-Duc, al edificio se le tenía que retirar sus añadidos de la Edad Moderna para alcanzar el aspecto más altomedieval posible, según el criterio del siglo XIX. Francisco Javier Parcerisa dibujó en 1856 una versión del edificio según él interpretó que había lucido originalmente. Aun así, en ese año se demolió la antigua espadaña medieval y se construyó otra de estilo neoclásica sobre el acceso norte al edificio.
La rehabilitación del templo para adaptarlo al ideal altomedieval corrió a cargo de Luis Menéndez-Pidal. Se presentó el proyecto en 1929, que seguía las idealizaciones dibujadas en el siglo XIX. En 1931 comenzaron las obras de demolición de la parte medieval y barroca, las cuales para 1934 ya habían finalizado.
Desde la Transición las obras que se le han hecho al edificio han tenido presente conservarlo y mantener el mismo aspecto con el que llegó a la actualidad.
El templo fue declarado Patrimonio Mundial de la Humanidad por la Unesco en diciembre de 1985.

## Arquitectura
Tiene una planta rectangular de 21 metros de largo por 6 de ancho, y está dividida en dos pisos, con una altura total de unos 9 m, resultando una planta bastante alargada. En sus lados mayores existen dos salientes de los cuales el del lado norte corresponde a una escalera de dos tiros por la que se accede a la planta superior.

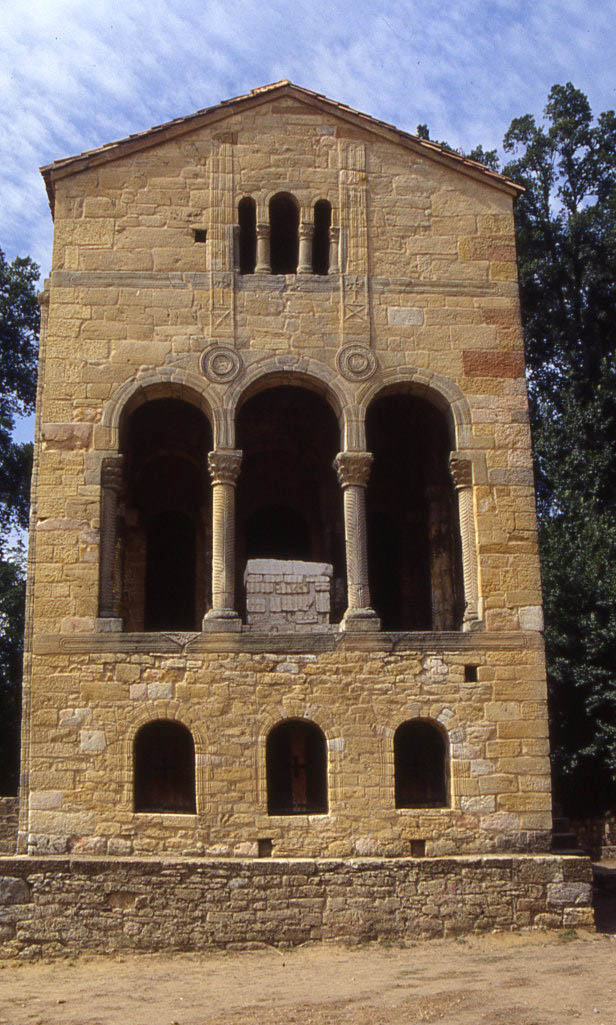
Santa María del Naranco, fachada oriental con ventana trífora

La planta baja consta de un amplio cuerpo central cubierto de una bóveda de cañón recorrido por arcos fajones que descansan directamente sobre el muro, por lo que presenta grandes similitudes con la capilla inferior de la Cámara Santa de Oviedo, en la catedral ovetense. Fue posiblemente utilizado como oratorio palatino, aunque se especula con que se tratase de una cámara regia donde se recibiese audiencia, esta teoría se apoya en el bancada que recorre las paredes, y está flanqueado por dos cámaras laterales con cubierta de madera. De estas cámaras laterales la del lado este comunica con el cuerpo central y tuvo funciones de sala de baño (interpretación controvertida) o aljibe, conservando su pila. La del lado oeste solo es accesible desde el exterior, desconociéndose su función, pudiendo haber acogido una garita.
La planta superior fue planta noble, presentando una distribución similar a la de la planta baja. La gran sala central, rectangular y cubierta por bóveda de cañón peraltada atravesada por seis arcos fajones que se apoyan en ménsulas. Está recorrida en sus lados mayores por una arquería ciega que se apoya en dobles columnas de fustes sogueados de origen celta. Se encuentra flanqueada  en este caso por dos miradores o tribunas también cubiertos con bóveda.
Al exterior, en sus lados mayores, son visibles los contrafuertes que se corresponden con los arcos fajones interiores. En los lados menores la fachada se estructura en tres pisos, correspondiendo el central a la planta noble, cuyos miradores se abren al exterior mediante tres arcos de medio punto peraltados, en los que el central es ligeramente mayor. Este mismo esquema, a una escala mucho más reducida y estilizada, se repite por encima de ellos, formando el ventanal de dos cámaras a las que no existe acceso excepto con la ayuda de una escalera y su utilidad era de guardar el tesoro del noble
Principalmente el aparejo arquitectónico utilizado es el sillarejo, como es corriente en el arte asturiano.
El resultado es un edificio elevado, esbelto y elegante, modulado por la simetría de los contrafuertes y la gracia de sus arcos de medio punto peraltados, alguna de cuyas soluciones constructivas y decorativas, como las bóvedas de cañón, los arcos fajones,  los contrafuertes exteriores o la supeditación de la decoración escultórica a la arquitectura, suponen un claro anticipo del románico.

## Decoración escultórica

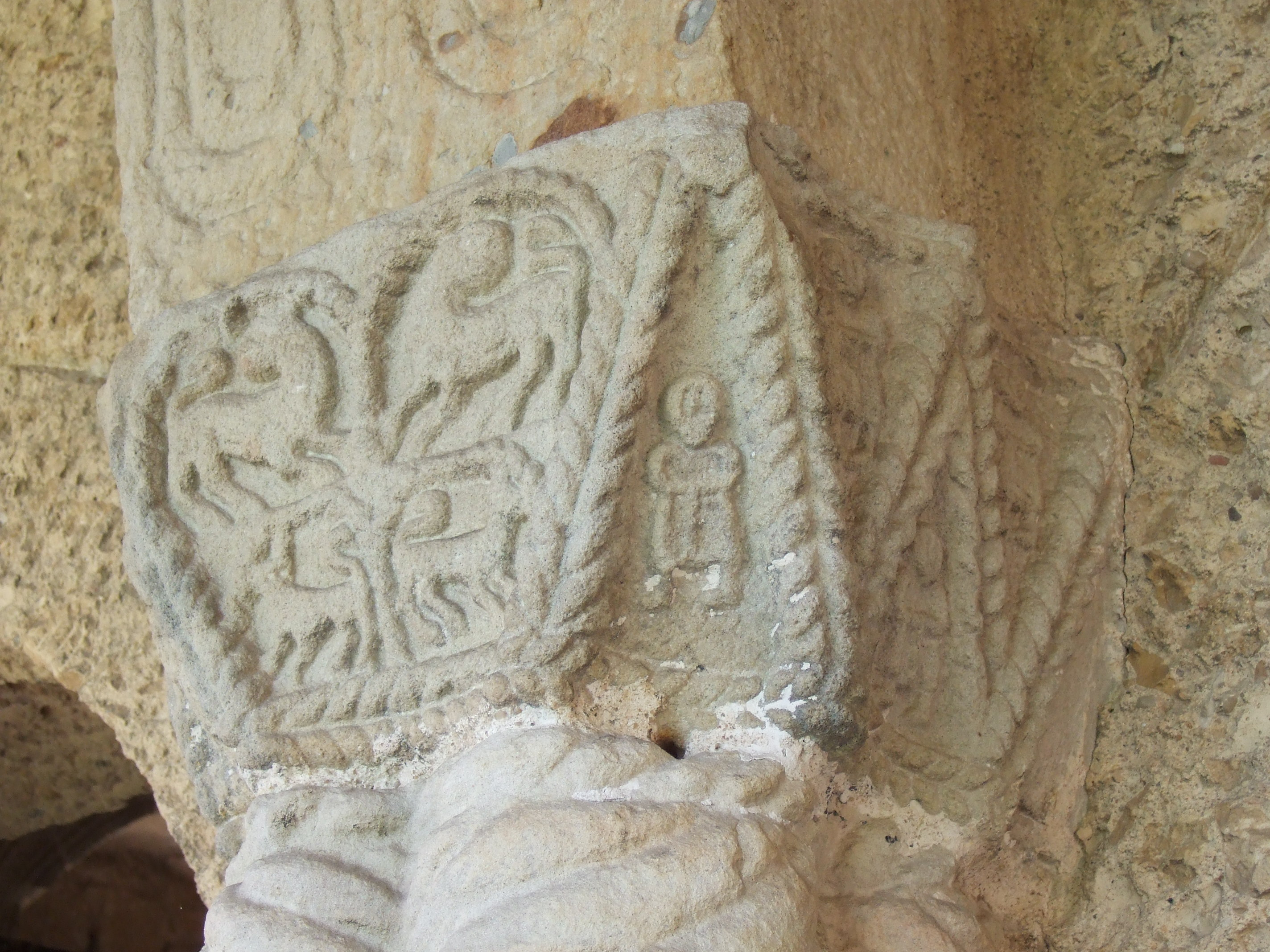
Capitel de Santa María del Naranco.

Además del sogueado en fustes y capiteles, éstos se encuentran decorados con animales, tema que se repite en los treinta y dos medallones ubicados en las enjutas de sus arcos, junto con aves, cuadrúpedos, caballos y caballeros en actitud de combate. Los medallones los podemos encontrar tanto en el interior como el exterior del edificio, como remate inferior de pilastras o cintas, largas y estriadas en el exterior y cortas bajo las ménsulas en las que se apoyan los arcos fajones interiores.
Es una decoración algo tosca, que denota influencia oriental tardorromana y que se encuentra supeditada a la arquitectura.

## En la cultura popular
La película del director estadounidense Woody Allen, Vicky Cristina Barcelona, está rodada en parte en el templo de Santa María del Naranco. Sirvió como telón de fondo del videoclip Lamento de gaitas, del grupo Los Archiduques, cuyo solista era en ese momento Tino Casal.
La vista de los tres arcos de sus miradores constituyen una de las principales imágenes turísticas del Gobierno del Principado de Asturias desde 1985: la marca Asturias, paraíso natural. El artista Arcadi Moradell dibujó la silueta de la arquería y situó en el fondo un paisaje que combina costa y montaña, en referencia al patrimonio natural de la región y a su legado cultural.

## Nueva interpretación como mausoleo
En 2024 el arqueólogo César García de Castro afirmó que el edificio se había construido en el siglo IX en calidad de mausoleo funerario de su promotor, Ramiro I. Esta interpretación viene dada tras estudiar una losa ubicada en el acceso al edificio. La losa tenía un tamaño inusualmente grande (actualmente está fragmentada en 25 trozos) y era coetánea al resto del inmueble. Además, un sarcófago pudo haber entrado de manera apropiada sobre la losa. Esto llevó a García de  Castro a pensar que el edificio no se construyó como palacio ni aula palatina, sino como mausoleo, con una posición privilegiada sobre Oviedo. Ramiro I había tenido problemas sucesorios para llegar al trono y necesitaba legitimarse frente a la aristocracia local, empleando este edificio como elemento de legitimación. Según César García, el hijo y sucesor de Ramiro, Ordoño I, trasladó su tumba a Oviedo, por lo que el edificio se readaptó como iglesia al poco de haber sido construida. 
Con base en esta teoría, la archidiócesis de Oviedo, propietaria del inmueble, sostuvo que el edificio siempre ha estado vinculado a usos religiosos, sin haber tenido un componente laico.
Otros estudiosos, en declaraciones recogidas en prensa, no le dan veracidad a la tesis de García de Castro. Sostienen que la losa se correspondió con una tribuna para orar y que no tendría sentido ubicar el sarcófago en el exterior del edificio y no en su cripta.